# Castillo Nuevo de Bedmar
El castillo nuevo de Bedmar es una antigua fortaleza del siglo XV en ruinas, situada en la provincia andaluza de Jaén, en España. El castillo perteneció en su día a la Orden de Santiago, la cual lo utilizó como baluarte defensivo para contrarrestar las incursiones del reino nazarí de Granada durante el siglo XV. En 1973, fue adquirido por un particular que lo mantuvo en su ya aquel entonces centenario estado de abandono, y posteriormente fue declarado Bien de Interés Cultural el 22 de junio de 1993. En 2017, el Ayuntamiento de Bedmar y Garcíez compró el castillo tras varios meses de negociaciones con su anterior propietario. Transcurrido un año, en 2018, el recinto fue objeto de unas excavaciones arqueológicas por primera vez en su historia.